# Isola di Alger
L'isola di Alger (in russo: Остров Алджер, ostrov Aldžer) è un'isola russa nell'Oceano Artico che fa parte dell'arcipelago della Terra di Francesco Giuseppe.

## Geografia
Isola di Alger si trova nella parte sud della Terra di Francesco Giuseppe; ha una forma rettangolare con una lunghezza massima di circa 10 km e una larghezza di circa 4,7 km; la superficie è di circa 47 km²; la sua altezza massima è di 429 m s.l.m. Si affaccia a nord sullo stretto di Markham.
Il territorio è prevalentemente montuoso nella parte settentrionale, con ghiacciai (Monte Richthofen, 404 m) e due torrenti ghiacciati. Nel sud-est dell'isola, la fascia costiera è separata dai monti da un bassopiano argilloso.
Uno stretto di 2 km di larghezza divide Alger dall'isola di McClintock; al largo della costa sud-ovest c'è la piccola isola di Matilda.

## Storia
L'isola è stata così chiamata, nel 1901, dalla spedizione Baldwin-Ziegler in onore dello scrittore statunitense Horatio Alger, autore di oltre 130 dime novels.

## Isole adiacenti
- Isola di Matilda (Остров Матильды, ostrov Matil'dу), a sud-ovest.
- Isola di McClintock (Остров Остров Мак-Клинтока, ostrov Mak-Klintoka) 2 km a sud.